# ビリシラ・ブアドロモ

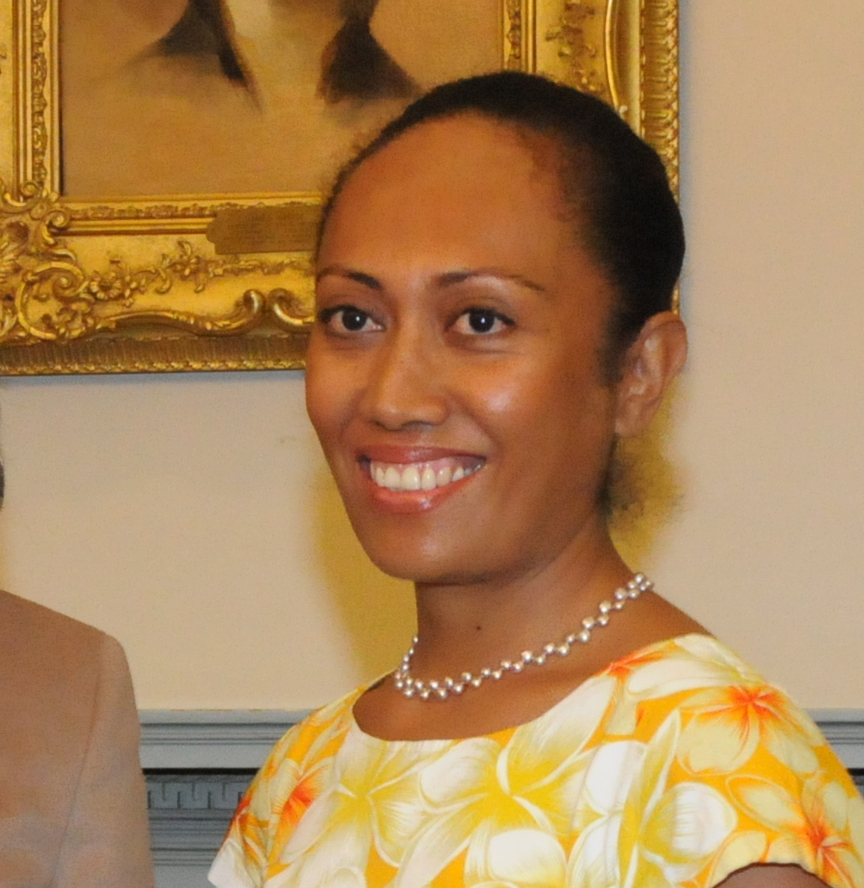
ビリシラ・ブアドロモ

ビリシラ・ブアドロモ（Virisila Buadromo、1972年 - ）はフィジーのエグゼクティブ・ディレクター、政治活動家、元ジャーナリスト。2001年から2015年まで フィジー女性の権利運動（FWRM）で活動していた。FM96のニュースエディターやCFL（Communications Fiji Limited）のニュース・ディレクターをつとめた。

## 政治的地位
2006年8月15日、ブアドロモはフィジーで中絶を合法化するよう求めた。

## 2006年のクーデター
ブアドロモは、2006年12月5日に選出されたライセニア・ガラセ首相の政府を退陣させた軍事クーデターを強く非難した。フィジータイムズは12月12日に彼女を引用し、フィジーには1987年のクーデター以降、以前のクーデターの加害者を起訴できなかった連続した政府の失敗によって永続化された「クーデター文化」があると述べた。 
フィジービレッジのニュースサービスは12月9日に、軍事支援政府の閣僚職に応募することに関心のある人に参加は違法であるという強い警告を発し、FWRMはクーデター後の出来事を記録していたと報告した。12月20日、フィジータイムズとフィジーサンは、公務員の職に就いた人にブラックリストを拡張したと彼女を引用した。「これらは個人的な予定ではありません。一部公的または政府所有の法定または法人化された機関の取締役会での役職を提供されています。これは、違法な暫定政府の立場を受け入れることと同じです」とブアドロモは述べた。オンブズマンとフィジー人権委員会の委員長の地位を受け入れたことで、彼女はすでに12月15日に弁護士ロドニー・アクラマンを非難していた。 
フィジー村は、12月11日にブアドロモを引用して、12月4日に軍隊に対する彼女のキャンペーンをやめさせようとする匿名の男性から電話を受けたと述べた。
12月25日に多くの報道機関が、ブアドロモ、彼女のパートナーであるアルシャドダウド、そして仲間の民主主義活動家イムラズイクバル、ジャクリーン・コロイ、ライサデジタキ、ピーターワカヴォノボノが深夜にエリザベスバラク女王に召喚されたと報告した。兵士たちが彼らの何人かを暴行し、彼ら全員に都市の郊外まで長距離を歩かせ、家に帰る道を見つけるように命じたという主張があった。12月23日、フィジー軍の司令官フランク・バイニマラマ提督は、弁護士のイムラーナ・ジャラルと一緒に、彼に問題を引き起こしていた新聞で彼の個人的な電子メールアドレスと携帯電話番号を公表されたとブアドロモを非難していた。

## 受賞歴
2008年に国際勇気ある女性賞を受賞した。

## 私生活
彼女の父セニ・ブアドロモはスバの元市長、そして彼女の母親リクは、両方ともラウ諸島出身。彼女には4人の姉妹がいる。ブアドロモはインド・フィジー人のアルシャド・ドーと結婚している。ブアドロモはクリスチャンである。